# Alt-Epprath

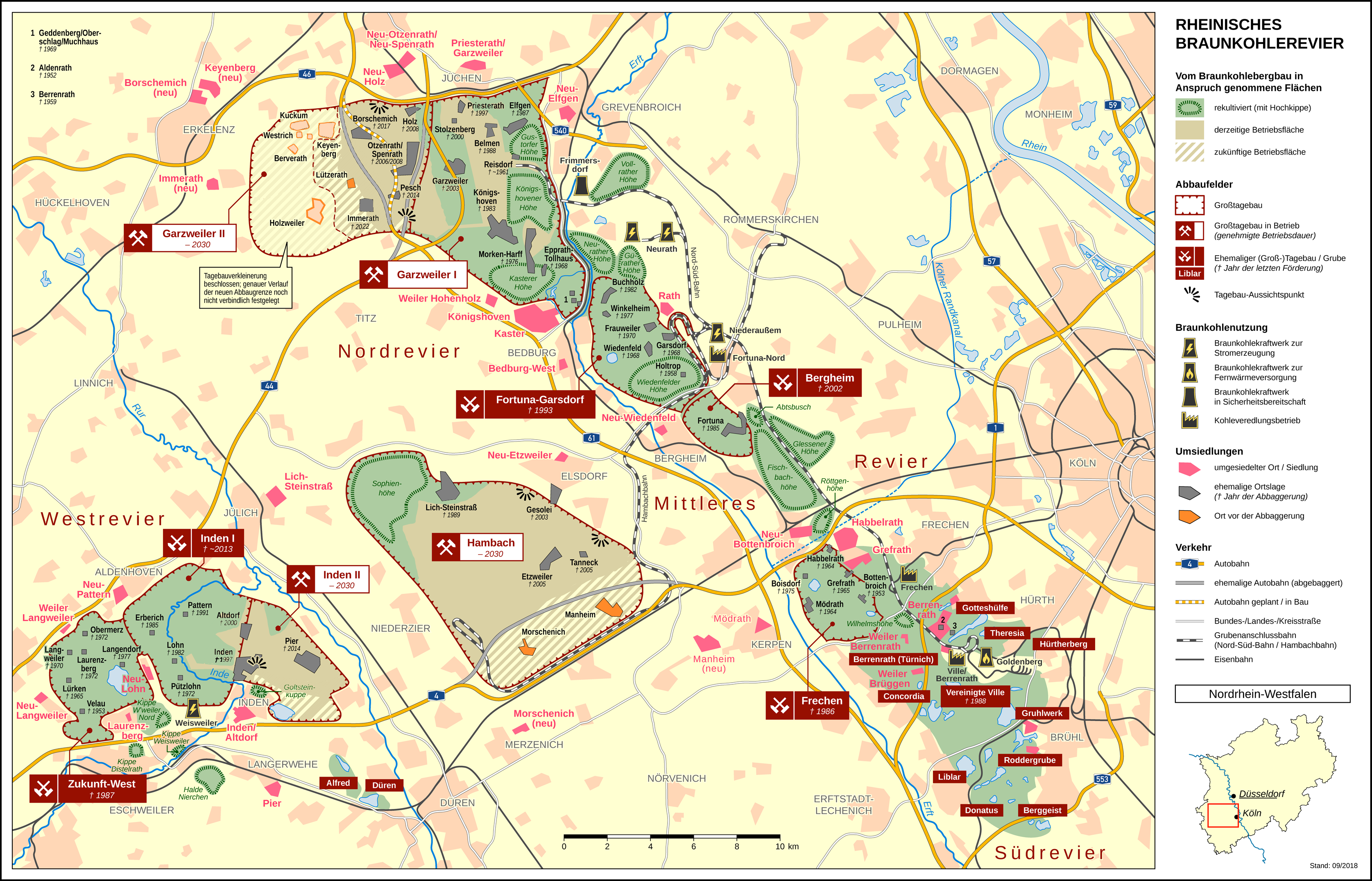
Lage des ehemaligen Ortes Epprath sowie des Umsiedlungsortes Kaster im Rheinischen Braunkohlerevier

Epprath war ein Ortsteil von Kaster (heute ein Stadtteil von Bedburg) im Kreis Bergheim (Erft). Der Ort (heutige Bezeichnung: Alt-Epprath) musste bis 1963 aufgrund des Tagebaus Garzweiler und des Tagebaus Fortuna-Garsdorf umsiedeln.

## Geografie

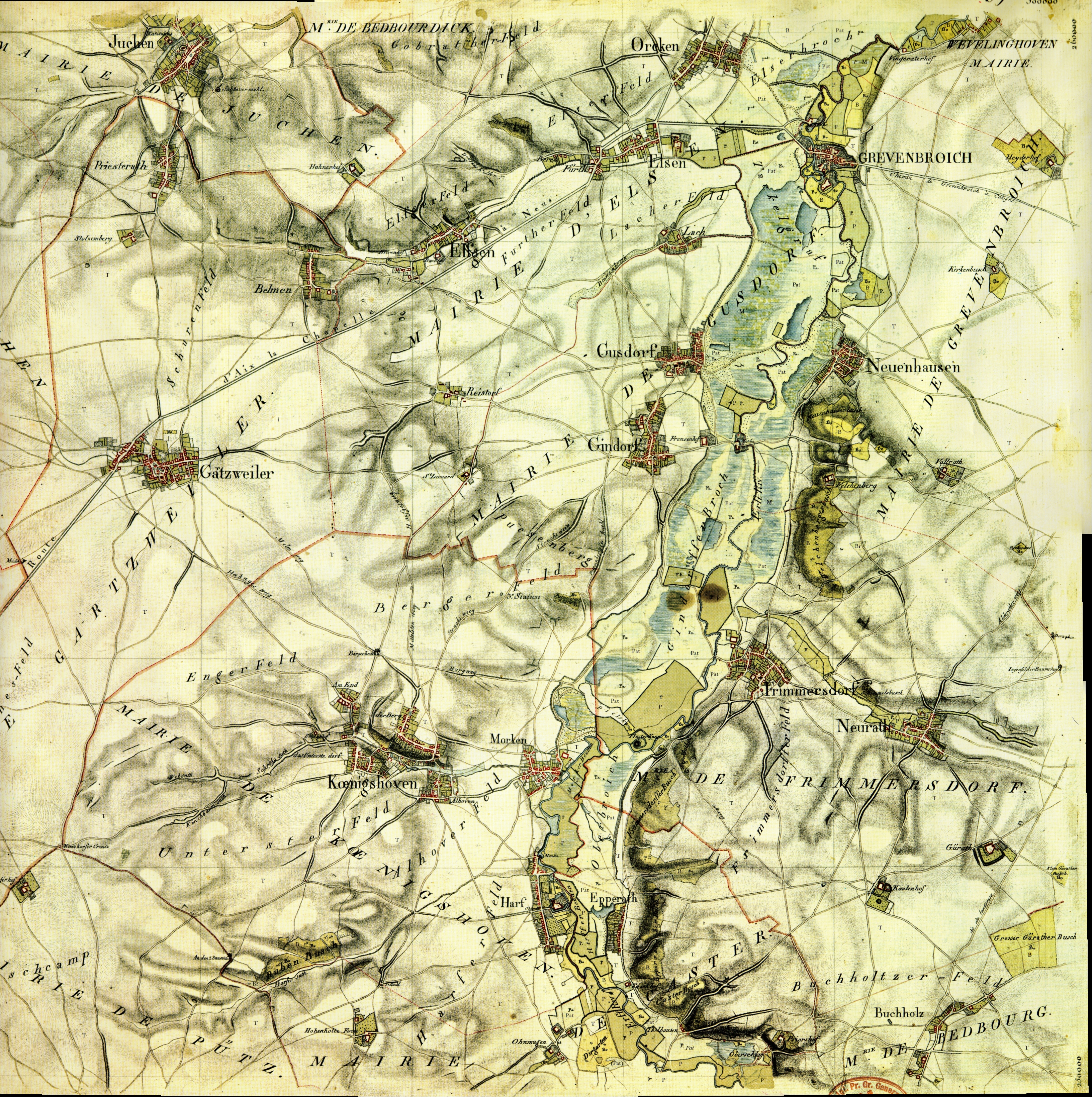
Epprath auf der Tranchotkarte

Das alte Dorf Epprath grenzte im Norden an die ebenfalls abgebaggerte Ortschaft Morken-Harff, im Süden an Darshoven und Tollhausen, beides Ortsteile von Epprath. Westlich von Epprath verlief die Erft, welche wegen des Tagebaus Fortuna-Garsdorf bzw. des Tagebaus Garzweiler verlegt werden musste. Nordwestlich von Epprath grenzte Schloss Harff.

## Geschichte
Das Dorf war sehr landwirtschaftlich geprägt. Im Dorf liefen bis ins 20. Jahrhundert noch Hühner und Kühe durch die Straßen.
Die Gemeinde Epprath gehörte 1885 zusammen mit den Gemeinden Kaster und Lipp zur Bürgermeisterei Kaster. Aus der Bürgermeisterei Kaster wurde 1927 das Amt Kaster. 1956 wurde Epprath in die Stadt Kaster eingegliedert.
Epprath musste ab 1958 trotz starken Protests mit dem sehenswerten Dorf Morken-Harff mit Schloss Harff und dem Dorf Alt-Königshoven umsiedeln. Lediglich Kaster selbst und Broich konnten ihre Umsiedlung verhindern. Der letzte Epprather verließ das Dorf 1963.
Der Umsiedlungsort Neu-Epprath liegt im Süden von Kaster und östlich von Neu Morken-Harff.

## Werwolf von Epprath

Der Werwolf von Epprath wird hingerichtet

Peter Stump, ein Bauer aus Epprath, soll im 16. Jahrhundert nach Auffassung der damaligen Justiz im Zeitraum von 25 Jahren in der Gestalt eines Werwolfs mindestens 16 Morde, Vergewaltigungen sowie Inzest begangen haben. Er wurde am  31. Oktober 1589 hinter dem heutigen Silverberg-Gymnasium in Bedburg durch Rädern und Enthauptung hingerichtet und sein Leichnam verbrannt. Insgesamt sollen 4000 Zuschauer zugegen gewesen sein, als Peter Stump qualvoll starb. Nach dem Prozess und seinem Tod wurden zahlreiche Flugblätter verteilt.